# 非公式
| ウィキペディアには「非公式」という見出しの百科事典記事はありません（タイトルに「非公式」を含むページの一覧/「非公式」で始まるページの一覧）。 代わりにウィクショナリーのページ「非公式」が役に立つかもしれません。 |